# David Carson (Regisseur)
David Carson (* 1948 in Exmouth, Devon) ist ein britischer Regisseur, der vor allem für seine Regiearbeiten für die Fernsehserie Raumschiff Enterprise – Das nächste Jahrhundert und die Kinofilme Star Trek: Treffen der Generationen und Unstoppable bekannt ist.

## Karriere
Carson debütierte 1981 als Regisseur einer Episode der britischen Seifenoper Coronation Street. Danach versuchte er, Engagements in den Vereinigten Staaten zu finden. Obwohl er sich noch nie zuvor mit dem Star-Trek-Franchise beschäftigt hatte, wurde er 1989 von den Produzenten Rick Berman und David Livingstone mit der Regie der Episode The Enemy von Raumschiff Enterprise: Das nächste Jahrhundert (7. Folge von Staffel 3) beauftragt. Bis 1992 folgten drei weitere Episoden von Das nächste Jahrhundert, darunter die Emmy-prämierte Folge Die alte Enterprise. 1993 wurde ihm die Regie für den Pilotfilm Der Abgesandte der neuen Star-Trek-Serie Star Trek: Deep Space Nine und später dreier weiterer Deep Space Nine-Episoden übertragen. Seine letzte und zugleich bedeutendste Arbeit für Star Trek war der Kinofilm Treffen der Generationen im Jahr 1994.
Nach 1994 inszenierte Carson zahlreiche Episoden mehrerer Fernsehserien und 2000 die Miniserie Das zehnte Königreich. Auch führte er im Jahr 2002 beim Fernsehfilm-Remake von Carrie – Des Satans jüngste Tochter Regie. Seine zweite Regiearbeit für einen Kinofilm, Unstoppable mit Wesley Snipes in der Hauptrolle, erhielt 2004 überwiegend negative Kritiken.

## Filmografie (Auswahl)
- 1981: Coronation Street (Fernsehserie, Folge 2129)
- 1989–1992: Raumschiff Enterprise – Das nächste Jahrhundert (Star Trek: The Next Generation, Fernsehserie, 4 Folgen)
- 1989–1990: Alien Nation (Fernsehserie, 2 Folgen)
- 1989–1991: L.A. Law – Staranwälte, Tricks, Prozesse (L.A. Law, Fernsehserie, 4 Folgen)
- 1990–1993: Doogie Howser, M.D. (Fernsehserie, 4 Folgen)
- 1991: Alles Okay, Corky? (Life Goes On, Fernsehserie, 1 Folge)
- 1991: Homefront (Fernsehserie, 4 Folgen)
- 1992: Beverly Hills, 90210 (Fernsehserie, 2 Folgen)
- 1993–1994: Star Trek: Deep Space Nine (Fernsehserie, 4 Folgen)
- 1994: Star Trek: Treffen der Generationen (Star Trek: Generations)
- 1998: Man Made (Fernsehfilm)
- 1998: From the Earth to the Moon (Miniserie, 1 Folge)
- 1998: Letters from a Killer (Fernsehfilm)
- 1998: Nash Bridges (Fernsehserie, 1 Folge)
- 1998: Letters from a Killer
- 2000: Das zehnte Königreich (The 10th Kingdom, Miniserie)
- 2000: In His Life: The John Lennon Story (Fernsehfilm)
- 2002: Odyssey 5 (Fernsehserie, Pilotfilm)
- 2002: Carrie (Fernsehfilm)
- 2002–2004: Smallville (Fernsehserie, 3 Folgen)
- 2002: Birds of Prey (Fernsehserie, 1 Folge)
- 2003–2004: One Tree Hill (Fernsehserie, 3 Folgen)
- 2004: Unstoppable
- 2007: Blue Smoke (Fernsehfilm)
- 2007–2008: The Dresden Files (Fernsehserie, 2 Folgen)